# Chez moi à Copacabana
Pour plus de détails, voir Fiche technique et Distribution.
Chez moi à Copacabana (Mitt hem är Copacabana) est un film suédois réalisé par Arne Sucksdorff, sorti en 1965.

## Synopsis
Jorginho, Rico, Lici et Paulinho, quatre amis sans domicile fixe vivant dans un bidonville près de Copacabana.

## Fiche technique
- Titre : Chez moi à Copacabana
- Titre original : Mitt hem är Copacabana
- Réalisation : Arne Sucksdorff
- Scénario : Arne Sucksdorff, Flávio Migliaccio et João Bethencourt
- Musique : Radamés Gnattali
- Photographie : Arne Sucksdorff
- Montage : Arne Sucksdorff
- Société de production : Svensk Filmindustri
- Pays de production :  Suède
- Genre : Aventure et drame
- Durée : 88 minutes
- Dates de sortie : 
  - Suède : 29 mars 1965

## Distribution
- Leila Santos de Sousa : Lici
- Cosme dos Santos : Jorginho
- Josafá Da Silva Santos : Paulinho
- Toninho Carlos de Lima : Rico

## Distinctions
Le film a été présenté en sélection officielle en compétition au Festival de Cannes 1965.